# Dvorje (gmina Moravče)
Dvorje – wieś w Słowenii, w gminie Moravče. W 2018 roku liczyła 57 mieszkańców.